# Sahelparadisänka
Sahelparadisänka (Vidua orientalis) är en fågel i familjen änkor inom ordningen tättingar.

## Utseende och läte
Hane sahelparadisänka är i häckningsdräkt liksom övriga i familjen änkor en uppseendeväckande, mörk fågel med mycket långa och spektakulära stjärtfjädrar. Denna art är mestadels svart, med ett halsband i rostrött och beige. Stjärten är lång med ett udda vidgat område vid stjärtroten. Honan och hanen utanför häckningstid är mycket mer alldagligt tecknad, med brunaktig rygg och ljus undersida. Kombinationen av mörk näbb, matt färgade (ej vitaktiga eller röda) ben samt ett enkelt ansiktsmönster skiljer den från andra liknande arter. Sahelparadisänkan är inte särskilt ljudlig, men har noterats härma lätena från melbaastrilden.

## Utbredning och systematik
Sahelparadisänka delas in i två underarter:
- V. o. aucupum – förekommer från Senegal till nordvästra Nigeria
- V. o. orientalis – förekommer från norra Kamerun och södra Tchad österut till södra Sudan, norra Sydsudan, Eritrea och västra Etiopien

## Levnadssätt
Sahelparadisänkan är en generellt fåtalig och lokalt förekommande fågel i torr törnsavann. Liksom andra änkor är den en boparasit som lägger ägg i andra fåglars bon. Denna art är specialiserad på melbaastrilden.

## Status
Arten har ett stort utbredningsområde och beståndet anses stabilt. Internationella naturvårdsunionen IUCN listar den därför som livskraftig (LC).

## Namn
Sahel är en halvtorr gränszon söder om Sahara och norr om de mer bördiga områdena söderut, som sträcker sig från Atlanten till Sudan.